# Sébastien Patrice
Sébastien Patrice (Marsella, 7 de abril de 2000) es un deportista francés que compite en esgrima, especialista en la modalidad de sable.
Participó en los Juegos Olímpicos de París 2024, obteniendo una medalla de bronce en la prueba por equipos (junto con Boladé Apithy, Maxime Pianfetti y Jean-Philippe Patrice).
En los Juegos Europeos de Cracovia 2023 consiguió una medalla de oro en la prueba por equipos. Ganó una medalla de bronce en el Campeonato Europeo de Esgrima de 2023, en la prueba individual.

## Palmarés internacional
| Juegos Olímpicos   | Juegos Olímpicos   | Juegos Olímpicos  | Juegos Olímpicos  |
| Año                | Lugar              | Medalla           | Prueba            |
| ------------------ | ------------------ | ----------------- | ----------------- |
| 2024               | París (Francia)    | Medalla de bronce | Sable por equipos |
| Juegos Europeos    |                    |                   |                   |
| Año                | Lugar              | Medalla           | Prueba            |
| 2023               | Cracovia (Polonia) | Medalla de oro    | Sable por equipos |
| Campeonato Europeo |                    |                   |                   |
| Año                | Lugar              | Medalla           | Prueba            |
| 2023               | Plovdiv (Bulgaria) | Medalla de bronce | Sable individual  |